# Eleonora Jedlińska
Eleonora Jedlińska – historyczka sztuki, dr hab. nauk humanistycznych o specjalności ikonologia, malarstwo nowoczesne, sztuka XX wieku, profesor nadzwyczajny Uniwersytetu Łódzkiego.

## Życiorys
Jest absolwentką Instytutu Historii Sztuki Uniwersytetu im. Adama Mickiewicza w Poznaniu. Doktorat o motywie śmierci w sztuce europejskiej XIX wieku obroniła w 1994 roku na Uniwersytecie Łódzkim. Habilitację uzyskała w oparciu o pracę Polska sztuka współczesna w amerykańskiej krytyce artystycznej w latach 1984–2002 w Instytucie Sztuki PAN w 2007 roku.
Od 1996 roku należy do Polskiej Sekcji Międzynarodowego Stowarzyszenia Krytyków Sztuki (AICA). Jest członkiem Stowarzyszenia Historyków Sztuki (Oddział w Łodzi) oraz prezesem Oddziału Łódzkiego Polskiego Instytutu Studiów nad Sztuką Świata.
W latach dziewięćdziesiątych była stypendystką Fondation d’Appui de la Litterature Independante et Sciences Polonaises w Paryżu oraz stażystką w Muzeum Holocaustu w Waszyngtonie.
Zainteresowania badawcze wiąże ze sztuką Żydów polskich od XIX wieku do współczesności, historią i teorią obrazów (malarstwo, grafika, fotografia) w XIX-XX wieku, sztuką i postawami artystycznymi wobec ideologii totalitarnych oraz problemami społecznymi, politycznymi i etycznymi. W swoich badaniach podejmuje także zagadnienia dotyczące współczesnego muzealnictwa i krytyki artystycznej.
W Katedrze Historii Sztuki Uniwersytetu Łódzkiego wykłada przedmioty związane z malarstwem i rzeźbą XIX–XX wieku oraz z metodologią historii sztuki.
Jest autorką prac monograficznych, kilkudziesięciu artykułów poświęconych sztuce XX–XXI wieku oraz tłumaczeń książek z zakresu teorii sztuk plastycznych.

## Wybrane publikacje
Monografie
- Sztuka po Holocauście, Łódź 2001.
- Polska sztuka współczesna w amerykańskiej krytyce artystycznej w latach 1984–2002, Łódź 2005.
- Powszechna Wystawa Światowa w Paryżu w 1900 roku. Splendory Trzeciej Republiki, Łódź 2015.
- Wybór, Toruń 2015.